# Иоаким (Валасиадис)
Митрополи́т Иоаки́м Валасиа́дис (греч. Μητροπολίτης Ιωακείμ Βαλασιάδης; 1860, Антигона, Принцевы острова — 10 августа 1933, Афины) — епископ Константинопольской православной церкви, митрополит Никопольский и Превезский.

## Биография
Родился в 1860 год в Антигоне, на Принцевых островах, являвшихся тогда частью Османской империи. Учился в гимназии при Великой школе нации. Окончил Богословскую школу на острове Халки, по окончании которой он был рукоположен во сан диакона митрополитом Халкидонским Каллиником (Фомаидисом).
Служил протодиаконом и священнопроповедником в Халкидонской, а затем в Деркской митрополии.
Был младшим секретарём Священного Синода Константинопольского Патриархата и Великим Протодиаконом месяца Патриарха Дионисия V.
16 июля 1894 года становится митрополитом Маронийским вместо запрещённого в служении митрополита Гавриила.
7 сентября 1900 года перемещён на Родосскую митрополию вместо митрополита Константина (Александридиса).
Будучи митрополитом Родосским, заботился о распространении образования на вверенной ему территории. Про него говорили, что он стремился строить школы более, чем храмы
13 марта 1910 года перемещён на Никопольскую митрополию.
26 сентября 1931 года уволен на покой по болезни.
Скончался 10 августа 1933 года в Афинах. Отпевание в кафедральном храме Афин возглавил Архиепископ Афинский Хризостом (Пападопулос).